# Buruglasögonfågel
Buruglasögonfågel (Zosterops buruensis) är en fågel i familjen glasögonfåglar inom ordningen tättingar.

## Utbredning och systematik
Fågeln förekommer främst i bergsskogar på Buru (södra Moluckerna). Den behandlas som monotypisk, det vill säga att den inte delas in i några underarter.

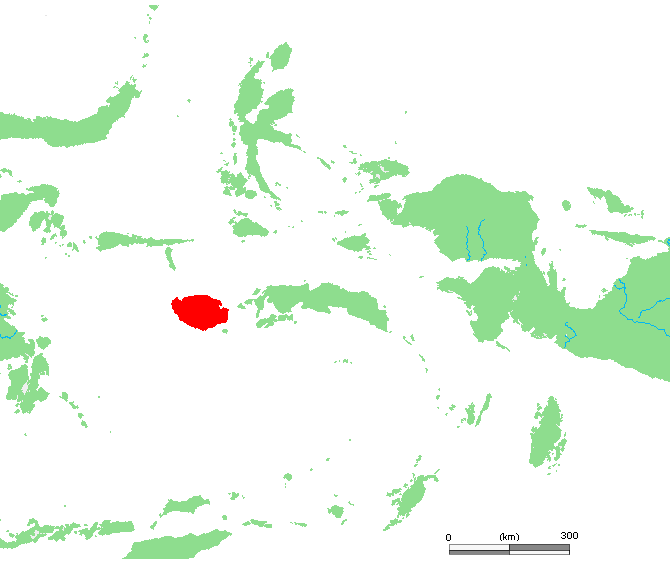
Fågeln förekommer endast på ön Buru i Moluckerna.

## Status
IUCN kategoriserar arten som livskraftig.